# 草沟井城址
草沟井城址，位于中国甘肃省肃南裕固族自治县，为一个全国重点文物保护单位，类型为古遗址。
草沟井城址及墓群的历史年代为汉至明。